# 社会主義愛国青年同盟
社会主義愛国青年同盟（しゃかいしゅぎあいこくせいねんどうめい、朝鮮語: 사회주의애국청년동맹）は、朝鮮民主主義人民共和国の大衆団体（民間団体）。

## 概要
1946年1月17日に大衆的青年組織として結成された「朝鮮民主青年同盟」で、それが進展する革命の要請に即して「朝鮮社会主義労働青年同盟」を経て、1996年1月の創立50周年に名称を「金日成社会主義青年同盟」に改称された。機関紙は「青年前衛」、本部は平壌、世界民主青年連盟に加盟。
青年同盟は民間団体であるが、朝鮮労働党や朝鮮民主主義人民共和国政府の強い影響を受けている。同国第2代最高指導者・金正日が統治していた1995年から第3代最高指導者・金正恩の統治が始まって間もない2012年までは毎年1月1日に、その年の政策基調を国内外に向け表明する「新年共同社説」が、党機関紙「労働新聞」（党報）・政府人民武力省機関紙「朝鮮人民軍」（軍報）・青年同盟機関紙「青年前衛」（青年報）の3紙に同一内容で掲載されていた。
2016年8月に開催された第9回青年同盟大会で名称を「金日成・金正日主義青年同盟」と改称した。
2021年4月に開催された第10回青年同盟大会で名称を「社会主義愛国青年同盟」と改称した。